# Mörsdorf (Türingia)
Mörsdorf település Németországban, azon belül Türingiában. Lakosainak száma 560 fő (2023. december 31.). Mörsdorf Schleifreisen és Bollberg községekkel határos.

## Népesség
A település népességének változása:
| Lakosok száma | 504  | 496  | 563  | 546  | 560  |
|               | 2017 | 2019 | 2021 | 2022 | 2023 |